# 鲁里奥域潇大桥
鲁里奥域潇大桥，又称尼佩佩卢里奥河大桥、卢里奥大桥、鲁里奥大桥，是位于莫桑比克尼亚萨省和楠普拉省的界河鲁里奥河上的一座大桥。

## 历史
2019年，莫桑比克总统菲利佩·紐西对尼亚萨省尼佩佩区进行工作访问，当地民众就强烈希望修建一座大桥。在尼佩佩区投资石墨精矿的济南域潇集团下属莫桑比克DH矿业公司（HD Mining Development）经过前期公众咨询和项目所在地政府协商后，决定投资约650万美元建设卢里奥大桥。拟捐建的卢里奥大桥位于莫桑比克中北部的9907C石墨矿区，由中铁十局集团有限公司济南勘察设计院设计，由中国水电建设集团国际工程有限公司承建，计划建设工期约14个月。
2022年7月26日，卢里奥大桥开工仪式在尼亚萨省尼佩佩区穆易西村举行，尼亚萨省国务秘书迪尼斯-维兰库洛（Dinis Vilanculo）、尼佩佩区区长和中方公司的管理人员出席。建设过程中，水电十一局根据河流汛期涨潮规律规划施工进度，采用架桥机架设T梁，预制T梁、系梁、墩柱等均采用定型钢模板。2023年10月22日，T梁全部架设完成。
2024年3月20日，鲁里奥大桥通过竣工验收，由济南域潇集团投资1亿元人民币建成。

## 地理位置
该桥一侧为尼亚萨省尼佩佩区，另一侧为楠普拉省的拉拉韦区，通车后将尼亚萨省（尼佩佩区）与楠普拉省（楠普拉市）的石墨运输距离缩短300公里，方便石墨通过公路运输经13号国道运输到至楠普拉省纳卡拉港，将尼亚萨省和楠普拉省两省之间行車距离至少缩短100公里。

## 建筑规模
该桥全长307米，包括10座柱式桥台，22座柱式桥墩，10孔40榀预应力混凝土简支T梁，桥面连续，总宽9.5米，双向单车道，并设有人行道、防撞栏杆、人行道栏杆等。

## 备注
1. ↑  也有资料作“ADH Mining Development”[5]